# Coucouron
Coucouron település Franciaországban, Ardèche megyében. Lakosainak száma 767 fő (2022. január 1.). Coucouron Issanlas, Lachapelle-Graillouse, Lavillatte, Lafarre, Saint-Arcons-de-Barges és Saint-Paul-de-Tartas községekkel határos.

## Népesség
A település népességének változása:
| Lakosok száma | 751  | 671  | 713  | 815  | 848  | 828  | 802  | 789  | 782  | 767  |
|               | 1968 | 1982 | 1999 | 2006 | 2011 | 2015 | 2017 | 2018 | 2020 | 2022 |